# Слобозія-Моаре
Слобозія-Моаре (рум. Slobozia Moară) — комуна у повіті Димбовіца в Румунії. До складу комуни входить єдине село Слобозія-Моаре.
Комуна розташована на відстані 34 км на північний захід від Бухареста, 41 км на південний схід від Тирговіште, 117 км на південь від Брашова.

## Населення
За даними перепису населення 2002 року у комуні проживали 2366 осіб.
Національний склад населення комуни:
| Національність | Кількість осіб | Відсоток |
| -------------- | -------------- | -------- |
| румуни         | 2362           | 99,8%    |
| угорці         | 3              | 0,1%     |
| німці          | 1              | < 0,1%   |

Рідною мовою назвали:
| Мова      | Кількість осіб | Відсоток |
| --------- | -------------- | -------- |
| румунська | 2364           | 99,9%    |
| угорська  | 2              | 0,1%     |

Склад населення комуни за віросповіданням:
| Релігія        | Кількість осіб | Відсоток |
| -------------- | -------------- | -------- |
| православні    | 2336           | 98,7%    |
| адвентисти     | 17             | 0,7%     |
| лютерани       | 8              | 0,3%     |
| римо-католики  | 3              | 0,1%     |
| греко-католики | 2              | 0,1%     |

## Зовнішні посилання
- Дані про комуну Слобозія-Моаре на сайті Ghidul Primăriilor